# Viện Hàn lâm Khoa học Na Uy

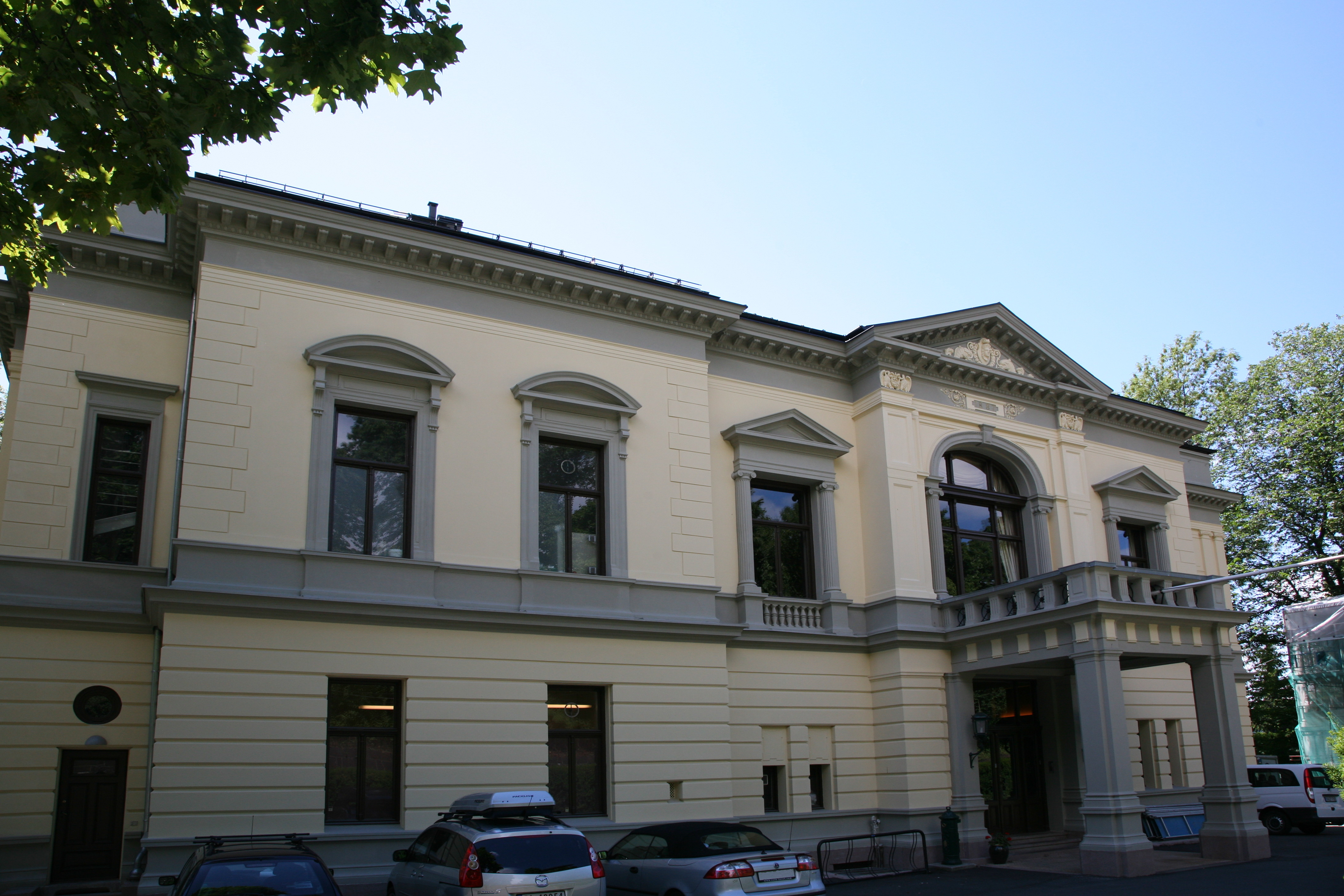
Trụ sở Viện Hàn lâm Khoa học Na Uy, số 78 đường Drammensveien, Oslo

Viện Hàn lâm Khoa học Na Uy (tiếng Na Uy: Det Norske Videnskaps-Akademi, viết tắt là DNVA) là một hội khoa học ở Oslo, Na Uy, bao gồm mọi ngành khoa học tự nhiên cũng như khoa học xã hội, nhân văn.

## Lịch sử
Tiền thân của "hàn lâm Khoa học Na Uy" là "Hội Khoa học ở Christiana" (Videnskabsselskabet i Christiania) được thành lập ngày 3.5.1857, tới đầu thế kỷ 20 đổi thành "Viện hàn lâm Khoa học Na Uy ở Kristiana" Det Norske Videnskaps-Akademi i Kristiania, đến năm 1924 thì bỏ chữ "ở Kristiana" trở thành Viện hàn lâm Khoa học như hiện nay".

## Mục tiêu
Mục tiêu của Viện là thúc đẩy các nghiên cứu trong mọi ngành khoa học ở Na Uy và hợp tác với các viện hàn lâm cũng như các tổ chức khoa học quốc tế. Viện cũng thường đứng ra tổ chức các hội nghị và hội thảo khoa học quốc tế, và các cuộc thuyết trình chuyên đề hàng tháng dành cho công chúng.

## Chức viện sĩ
Chức viện sĩ Viện hàn lâm Khoa học Na Uy được bầu chọn. Khi một viện sĩ tròn 70 tuổi hoặc từ trần, viện sẽ bầu chọn người thay thế căn cứ trên danh sách ứng viên do các viện sĩ đề cử.
Tính tới ngày 1.11.2010 Viện có 888 viện sĩ trong nước và nước ngoài, trong đó 127 người là nữ. Ngành Khoa học tự nhiên có 255 viện sĩ trong nước + 234 viện sĩ nước ngoài. Ngành Khoa học Xã hội và Nhân văn có 221 viện sĩ trong nước + 178 viện sĩ nước ngoài,. Ngoài ra Viện cũng có những viện sĩ danh dự.

## Ban chủ tịch và các ban điều hành
Ban chủ tịch Viện hàn lâm Khoa học Na Uy gồm chủ tịch, phó chủ tịch và tổng thư ký. Ngoài ra 2 ngành chính đều có Ban điều hành gồm chủ tịch, phó chủ tịch và thư ký..
Ban chủ tịch hiện nay gồm: 
- Chủ tịch: Øyvind Østerud
- Phó chủ tịch: Nils Christian Stenseth
- Tổng thư ký: Øivind Andersen
- Chủ tịch danh dự: vua Harald V của Na Uy

Ban điều hành ngành Khoa học tự nhiên:
- Chủ tịch: giáo sư Anne-Brit Kolstø
- Phó chủ tịch: giáo sư John Grue
- Thư ký: giáo sư Øystein Elgarøy

Ban điều hành ngành Khoa học Xã hội và Nhân văn 
- Chủ tịch: giáo sư Jan Terje Faarlund
- Phó chủ tịch: giáo sư Eivind Smith
- Thư ký: Giáo sư Gunhild O. Hagestad

## Các ngành và phân ban
Viện chia thành 2 ngành chính: Khoa học tự nhiên và Khoa học Xã hội & Nhân văn. Mỗi ngành gồm 8 phân ban riêng: 

### Khoa học tự nhiên
- Toán học
- Vật lý học
- Địa lý
- Hóa học
- Sinh học
- Sinh học tế bào và Sinh học phân tử
- Y học
- Công nghệ

### Khoa học Xã hội & Nhân văn
- Lịch sử
- Văn hóa và Thẩm mỹ học
- Tư tưởng
- Văn học
- Ngữ văn học và Ngôn ngữ học
- Luật học
- Xã hội học
- Tôn giáo và Thần học

## Xuất bản phẩm
Ngay từ khi mới thành lập, Viện đã xuất bản các tác phẩm khoa học của cả hai ngành. Ngoài ra Viện cũng xuất bản quyển niên giám hàng năm, các tạp chí "Norsk Lingvistisk Tidsskrift" (Tạp chí Ngôn ngữ học Na Uy), "Zoologica Scripta" (Tạp chí Động vật học, cộng tác với Viện Hàn lâm Khoa học Hoàng gia Thụy Điển), "Physica Scripta" (Tạp chí Vật lý học, cộng tác với Hội Khoa học hoàng gia Đan Mạch), và những bài thuyết trình chuyên đề như Fridtjof Nansens minneforelesninger (Thuyết trình chuyên đề hàng năm tưởng niệm Fridtjof Nansen).

## Tài chính
Viện hàn lâm Khoa học Na Uy được Ngân sách Nhà nước tài trợ, ngoài ra cũng được những tổ chức khác hỗ trợ tài chính như Quỹ Abel tập đoàn Statoil, Quỹ Nansen và Cục Nghệ thuật, trong đó dành cho việc quản lý Giải Abel, Giải Holmboe, Quỹ Nansen và Giải Kavli.

## Trụ sở
Trụ sở của Viện hàn lâm Khoa học Na Uy nằm trong ngôi biệt thự của cựu bộ trưởng lao động Hans Rasmus Astrup, số 8 đường Drammensveien ở Oslo, do 2 người cơn gái của ông là Ebba và Elisabeth Astrup nhượng lại năm 1911. Ngôi nhà này do kiến trúc sư Herman Major Backer thiết kế và xây đựng hoàn tất năm 1887.